# Bernardo Matić
Bernardo Matić (Sinj, 27. srpnja 1994.) hrvatski je nogometaš koji igra na poziciji središnjeg braniča. Trenutno igra za mađarsku Kisvárdu.

## Klupska karijera
Rođeni Sinjanin prve je nogometne korake načinio u omladinskim momčadima Hajduka. Krajem kolovoza 2008. odlazi na jednu godinu u niželigaša NK Glavice. Godinu dana kasnije pridružuje se momčadi do 17 godina sinjskog kluba Junak, u kojem 2011. odlazi u momčad do 19 godina, a u sezoni 2011./12. zaigrao je i za prvu momčad sinjskog niželigaša.
Nakon tri pune sezone i jesenskog dijela 2016./17. u redovima Zagreba, sredinom veljače 2017. odlazi u Rijeku. Novi klub ga već u lipnju iste godine šalje na jednogodišnju posudbu u Široki Brijeg.

## Reprezentativna karijera
Odigrao jednu utakmicu za hrvatsku reprezentaciju do 21 godine.